# 元曉
元曉大師（617年 - 686年，：／ Wonhyo Daesa），俗名薛誓幢，又名薛新幢、薛毛，号小性居士、西谷沙彌、百部論主、海東法師、海東宗主、誓幢和尙、高仙大師、元曉聖師。新罗国华严宗僧人，朝鲜半岛歷史上的佛教大师，他畢生致力將王室貴族佛教轉為生活化、大眾化，普及於民間，并在新罗率先弘扬净土宗，開創了朝鮮半島佛教界與學術界的新紀元。他不但是一位宗教實踐家，更是會通經、律、論三藏，學術造詣深厚的思想家。計有百餘部，共二百四十餘卷的著作留傳於世。諡号和諍国師。

## 生平

### 出生
元晓的祖父爲仍皮公（잉피공，？——634年），也叫赤大公（적대공）；父親爲談捺乃末（：／，？——629年）；母親浦會趙氏；兄薛乙臣，嫂定山白氏。一家居住在押梁郡佛地村（今庆尚北道慶山市慈仁縣），617年誕下元曉。
据《三国遗事》记载的传说，薛母因夢到流星落入怀中而受孕，懷胎十月後的某日，經過栗谷樹下，忽覺胎兒即將出生，倉惶間無法回家，以夫婿的衣衫懸掛樹林間遮蔽而臨時生产，将元晓诞下，当时天空同時出現五色雲彩覆蓋其間。这棵樹今日也稱為「裟羅栗」。

### 僧侣生活
元晓29岁在皇龍寺出家为僧，随师父四方参学，精研教义。31歲受比丘戒。後捐獻家宅，改建為寺院初開寺和裟羅寺。因其文辭縱橫，辯難風發，被號稱為「萬人之敵」。
34岁（646年）时，元晓听闻大唐玄奘法师的唯识学派十分兴隆，便邀约后来爲新罗华严宗师的同学義湘入唐求法。650年，元晓同義湘西行大唐，不料途經陸路至高句麗（今遼東地區）時，竟被誤認是新羅國派來的間諜，在囚禁數十日後，終於無罪獲釋，但東行計畫因此作罷。
十年後於新羅文武王元年（唐高宗龍朔元年，661年），元晓再次邀約義湘改採海路入唐。二人到了海門唐州邊界，尋了船，預備渡海時，竟然遇上一陣風雨，加上天色已昏暗，不利前行，便借宿於路旁土龕。翌日清晨，環顧四周，只見古墳骸骨四散，但由於雨勢未歇，道路泥濘難行，只好再宿一晚。到了半夜，就覺得有鬼作怪，輾轉難眠。元曉大師因而有所感悟：「前晚以為是土龕，因此安心，不見有怪。今夜知道是寄居鬼鄉，所以心生鬼業。可知心生故種種法生，心滅則龕墳不二。三界唯心，萬法唯識，別無心外之法可求！」因而決定攜囊返國，不再前行。

### 狂放生涯
此番開悟後的元曉，心境空灵，言行羈狂。他居住在芬皇寺，然而有時隨興入於酒肆，有時於祠中撫琴；或講經論道，或參禪唸佛；偶而留宿閭閻（平民生活区），或隨性寄於山水，任運隨機，優遊自在。
在此期间，他研究佛经，著作无数。在新羅太宗武烈王敕令元曉住於公主（即瑤石宮公主，或稱瑤石公主）的瑤石宮期間，更与瑶石公主生下一子，即後来的新罗著名学者薛聪（설총），此後元晓著起俗裝，自称“小性居士”或“卜性居士”。

### 圆寂
於新罗神文王六年(686年)，元晓居芬皇寺著《华严经疏》至四十回〈回向品〉时绝笔，是年三月三十日，在庆州南山的穴寺（혈사）圆寂，世寿70。薛聪將其遺骸和土塑像，安奉於芬皇寺中，以表追慕之意。據說當薛聰立在塑像旁禮敬時，塑像忽然回頭，此像至今還留存著。

### 追谥
至高丽朝肃宗六年（1101年），国王下令追谥元晓为「和诤国师」，建立「和诤国师塔碑」以兹纪念元晓及其“和诤”思想。

## 後裔
- 兒子：薛聪（설총)
- 第一任兒媳：盧氏（노씨），無子嗣。
- 第二任兒媳：佚名
  - 孫子：薛洪鱗（설홍린）、薛命鱗（설명린）、薛好鱗（설호린）

## 神異事跡
元曉一生異行，頗受非議。當時，新羅王曾設百座《仁王經》大會，遍請有德僧人，元曉亦在推舉之列，卻因其他大德嫌惡而遭排斥。不久，王妃罹患癰腫，群醫束手，國王聽從巫師的話，遣使到國外求醫。传说渡海到唐途中，使者遇見一位老翁，邀請他進入龍宮。龍王（名鈐海）告訴使者：「王妃是青帝的第三女兒，今龍宮有《金剛三昧經》，欲借王妃之病為緣，使此經在新羅國流布。」於是龍王交代使者將經本帶回，交由大安聖者詮釋，並請元曉大師造疏宣說，王后即可不藥而癒。使者如實稟報，國王大喜，立即召請大安入宮，並命元曉造疏，於皇龍寺開講。王醫道俗一時雲集，稱揚之聲四起。元曉唱言：「昔日採百椽時，雖不預會；今朝橫一棟處，唯我獨能。」在座大德聞言自愧，深悔當時失察。後來這注疏傳入中國，即是著名的《金剛三昧論》。
元曉尚有另一異行聞名遐邇：一次駐錫於慶南梁山郡長安面佛光山的庵堂（後稱「擲板庵」），藥石時間，他以天眼見到中國有一古剎即將傾塌，連忙放下碗筷，拿起盤子便朝中國古剎方向擲去。當時在古剎中用餐的大眾，聽見空中傳來陣陣怪聲，紛紛走出查看，只見一奇異之物在庭院中旋轉不停。說時遲，那時快，轟然一聲巨響，大地震動，寺院在剎那間化為斷垣殘壁。險遭不測的大眾，受驚之餘，往前探看，只見一陶製盤碟，上面寫著「海東元曉擲盤救大眾」。眾人嘖嘖稱奇，一起朝東禮謝。至今，梁山通度寺（통도사）屬於比丘尼道場的千聖山內院寺（내원사），仍有文獻記載此一異行。

## 貢獻

### 庶民佛教
朝鮮半島的文化背景特殊，佛教自始即與國家王權相結合，各宗各派的發展並未進入庶民階層。在新羅真平王時代，圓光法師為貴王、帚項二賢士說五戒：一、事君以忠；二、事親以孝；三、交友有信；四、臨戰不退；五、殺生有擇。這些戒法其實並非居士五戒，可說是貴族的倫理規範，一般大眾並未接觸。然而可貴的是，當時有一批僧人甘冒被指責為墮落、破戒的罪名，仍孜孜矻矻，努力地將佛法廣佈於民間，打破新羅佛教的貴族意識，元曉大師就是其中的特出者。
元曉悟機超妙。當時，新羅太宗武烈王金春秋為培育優秀人才，敕令元曉住於公主（即瑤石宮公主，或稱瑤石公主）的瑤石宮。其後，公主生了一子，名叫薛聰，他天資穎悟，敏睿異常，博通經史，是新羅十大賢人之一。他能以地方語音通曉華夷各地民風，並能訓解六經文學。海東明經者，至今傳受不絕，薛聰實功不可沒。薛聰出生後，元曉改換俗服，以俗家生活從事各種佛教活動，以“小性居士”白衣名義自號，於舞伶技者處，取大瓢瓜作道具，唱著《華嚴經》中「一切無礙人，一道出生死」（일체무애인，일도출생사）的《無礙歌》（무애가），吟詠諷誦。就這麼又歌又舞，走遍千家萬戶、大小村落，使得「桑樞甕牖玃猴之輩，皆識佛陀之號，咸作南無之稱」。元曉躬親教化下層庶民，影響深廣，可見一斑。
由於元曉等人的努力，使朝鮮佛教從此得以人間化、大眾化，而元曉教導唸佛的法門，更是影響至今。而其名「元曉」，原是方言「佛日初輝」之意，似乎也巧合地說明他將佛法普濟庶民的悲願，是其來有自的。

### 和會與和諍思想
元曉大師教化的作風，突破了新羅當時的宗教形態，他深入經藏，研究教理，興起新的學風，對《華嚴經》有著截然不同的觀點，他說：「釋尊說法豈有優劣哉？《華嚴》與他經雖有總別差異，並無勝劣之分。」這是他與師兄、新羅華嚴宗祖師義湘觀點最大不同的地方。
其一生著述百餘部，二百四十餘卷，無論質、量，均受後人所推崇。作品內容含括大、小二乘：華嚴、般若、唯識、法華，乃至淨土、戒律等，無所不包，貫通了經、律、論三藏。他所著的《大乘起信论疏》在中国也被称为《海东疏》、《晓公疏》等，影響頗廣。
元曉的思想重心在於「和會」與「和諍」——會通諸宗風，和諍諸宗門。把全部佛教「和會歸一」。他不偏某一宗、某一派，或受一經一論的拘束。如此總攝一佛乘的思想，於其著述中可以明白得見。如《涅槃經宗要》裡說：「統眾典之部分，歸萬流之一味，開佛意之至公，和百家之異諍。」《法華經宗要》說：「三世諸佛初成佛時，直至涅槃，為成就一切法門，達一切智地，一言一句皆為一佛乘。」又《金剛三昧經論》中提到：「如來所說一切教法，無不令人入一味覺故，皆從如來一味之說，無不終歸一心之源，故言一念即是一乘。」如此宏闊、融和的思想是當時所未曾見的。
所謂“和诤论”，是一種辯證法，他在谈到“同”与“异”这两个相互对立的概念关系时明确指出：“不能同者即同而异也，不能异者即异而同也”，即认为“差异”是对“同一”而言的，“同一”是对“差异”而言的；还说“同者辨同于异，异者明异于同”，即“同一”只有在“差异”之中才能辨别，“差异”只有在“同一”之中才能明确；“差异”中辨别“同一”并不是意味着“分同为异”，“同一”中明确“差异”也不是意味着“销异为同”；“差异”可以说成“同一”，同样，“同一”也可以说成“差异”。他还认为“有”和“无”是互相对立，又是互相依存的，“有即无，无即有”，无“无”无所谓“有”，无“有”无所谓“无”。

### 開創海東宗
元曉提出“一心”的哲學概念，認為“一心”即“真如”。他在著作《金刚三昧经论》中说：“一心之体本来寂静,故言决定性也”,而“决定性者，谓真如性不可破坏”；“四相（生、住、壞、灭）俱有为心所成，离一心外无别自体”。他用“一心”这一根本概念来概括佛教各宗派的异说，创立了朝韓的一佛乘華嚴宗支流海东宗（해동종）。故元曉也被尊稱爲“海東宗主”（해동종주）。

### 日本華嚴宗
元曉的弟子審祥回到日本傳揚華嚴宗，此後東大寺為首的日本南部寺院開始興盛起來，在華嚴宗高山寺中，元曉的傳說仍在口口相誦。

## 影響
賴於元曉大師在朝鮮半島開創的佛教庶民化新時代，千年以來，他在韓國受歡迎的程度，有如「觀世音菩薩」一般地普遍。時至今日，韓國學者專家撰著專論研究元曉思想者有之，歌頌追慕者有之。
- 韓國電影《元曉大師》（2004，원효대사）。
- 在韓國，有多個以元曉命名的地名，如首尔汉江元晓大桥（：／，Wonhyo Bridge）。
- 全羅南道光州市無等山北部有一座元曉寺（원효사)，據傳爲元曉主持修建，當時叫元晓庵，現爲韩国曹溪宗第21教区松广寺的末寺之一。

## 著書舉例
- 《初發心自警文》
- 《金剛三昧經論》
- 《大乘起信論疏》
- 《涅槃宗要》